# Linus Wahlqvist Egnell
Rolf Linus Wahlqvist, noto come Rolf Linus Wahlqvist Egnell a seguito di matrimonio avvenuto nel dicembre 2021 (Norrköping, 11 novembre 1996), è un calciatore svedese, difensore del Pogoń Stettino.

## Carriera

### Club
È entrato a far parte del vivaio dell'IFK Norrköping nel 2009. Dopo alcuni anni di settore giovanile, ha debuttato in Allsvenskan cinque anni più tardi, nel corso della stagione 2014, partendo titolare in 20 occasioni su 24 nonostante non avesse compiuto ancora 18 anni. Nel 2015 ha giocato titolare tutti i 29 incontri in cui è stato impegnato, contribuendo alla vittoria dello scudetto.
Nell'estate del 2018 ha lasciato i biancoblu per approdare in 2. Bundesliga alla Dinamo Dresda con un contratto quadriennale. In Germania è rimasto per due anni, essendosi svincolato per via di una clausola che gli ha permesso di lasciare i gialloneri a seguito della retrocessione in terza serie sopraggiunta al termine della stagione 2019-2020.
Poche settimane più tardi, nell'agosto del 2020, è tornato al suo vecchio club firmando con l'IFK Norrköping.

### Nazionale
Nel settembre del 2013 ha partecipato e vinto la medaglia di bronzo ai Mondiali Under-17 di quell'anno, disputati negli Emirati Arabi Uniti; in seguito ha giocato anche nelle nazionali giovanili svedesi Under-19 ed Under-21 (con quest'ultima nazionale nel 2017 ha anche partecipato agli Europei di categoria).
Nel 2016 ha esordito nella nazionale maggiore svedese.

## Statistiche

### Cronologia presenze e reti in nazionale
| Cronologia completa delle presenze e delle reti in nazionale ― Svezia | Cronologia completa delle presenze e delle reti in nazionale ― Svezia | Cronologia completa delle presenze e delle reti in nazionale ― Svezia | Cronologia completa delle presenze e delle reti in nazionale ― Svezia | Cronologia completa delle presenze e delle reti in nazionale ― Svezia | Cronologia completa delle presenze e delle reti in nazionale ― Svezia | Cronologia completa delle presenze e delle reti in nazionale ― Svezia | Cronologia completa delle presenze e delle reti in nazionale ― Svezia |
| Data                                                                  | Città                                                                 | In casa                                                               | Risultato                                                             | Ospiti                                                                | Competizione                                                          | Reti                                                                  | Note                                                                  |
| --------------------------------------------------------------------- | --------------------------------------------------------------------- | --------------------------------------------------------------------- | --------------------------------------------------------------------- | --------------------------------------------------------------------- | --------------------------------------------------------------------- | --------------------------------------------------------------------- | --------------------------------------------------------------------- |
| 6-1-2016                                                              | Abu Dhabi                                                             | Svezia                                                                | 1 – 1                                                                 | Estonia                                                               | Amichevole                                                            | -                                                                     | 83’                                                                   |
| 10-1-2016                                                             | Abu Dhabi                                                             | Svezia                                                                | 3 – 0                                                                 | Finlandia                                                             | Amichevole                                                            | -                                                                     | 62’                                                                   |
| 15-11-2016                                                            | Budapest                                                              | Ungheria                                                              | 0 – 2                                                                 | Svezia                                                                | Amichevole                                                            | -                                                                     | 73’                                                                   |
| 8-1-2017                                                              | Abu Dhabi                                                             | Svezia                                                                | 1 – 2                                                                 | Costa d'Avorio                                                        | Amichevole                                                            | -                                                                     |                                                                       |
| 12-1-2017                                                             | Abu Dhabi                                                             | Svezia                                                                | 6 – 0                                                                 | Slovacchia                                                            | Amichevole                                                            | -                                                                     |                                                                       |
| 7-1-2018                                                              | Abu Dhabi                                                             | Estonia                                                               | 1 – 1                                                                 | Svezia                                                                | Amichevole                                                            | -                                                                     | 73’                                                                   |
| 24-3-2023                                                             | Göteborg                                                              | Svezia                                                                | 0 – 3                                                                 | Belgio                                                                | Qual. Euro 2024                                                       | -                                                                     |                                                                       |
| 27-3-2023                                                             | Göteborg                                                              | Svezia                                                                | 5 – 0                                                                 | Azerbaigian                                                           | Qual. Euro 2024                                                       | -                                                                     |                                                                       |
| 20-6-2023                                                             | Vienna                                                                | Austria                                                               | 2 – 0                                                                 | Svezia                                                                | Qual. Euro 2024                                                       | -                                                                     |                                                                       |
| 9-9-2023                                                              | Tallinn                                                               | Estonia                                                               | 0 – 5                                                                 | Svezia                                                                | Qual. Euro 2024                                                       | -                                                                     | 79’                                                                   |
| 12-9-2023                                                             | Solna                                                                 | Svezia                                                                | 1 – 3                                                                 | Austria                                                               | Qual. Euro 2024                                                       | -                                                                     | 75’                                                                   |
| 12-10-2023                                                            | Solna                                                                 | Svezia                                                                | 3 – 1                                                                 | Moldavia                                                              | Amichevole                                                            | -                                                                     | 46’                                                                   |
| 16-10-2023                                                            | Bruxelles                                                             | Belgio                                                                | 1 – 1                                                                 | Svezia                                                                | Qual. Euro 2024                                                       | -                                                                     |                                                                       |
| 16-11-2023                                                            | Baku                                                                  | Azerbaigian                                                           | 3 – 0                                                                 | Svezia                                                                | Qual. Euro 2024                                                       | -                                                                     | 60’                                                                   |
| 25-3-2024                                                             | Solna                                                                 | Svezia                                                                | 1 – 0                                                                 | Albania                                                               | Amichevole                                                            | -                                                                     | 86’                                                                   |
| 5-9-2024                                                              | Baku                                                                  | Azerbaigian                                                           | 1 – 3                                                                 | Svezia                                                                | UEFA Nations League 2024-2025 - 1º turno                              | -                                                                     | 59’ 72’                                                               |
| Totale                                                                |                                                                       | Presenze                                                              | 16                                                                    |                                                                       | Reti                                                                  | 0                                                                     |                                                                       |

## Palmarès

### Club

#### Competizioni nazionali
- Allsvenskan: 1

Norrköping: 2015
- Supercupen: 1

Norrköping: 2015